# Sibylle Thelen
Sibylle Thelen (* 1962 in Stuttgart) ist eine deutsche Journalistin, Autorin, Turkologin und Direktorin der Landeszentrale für politische Bildung Baden-Württemberg.

## Leben und Wirken
Thelen studierte Politikwissenschaft, Kommunikationswissenschaften und Turkologie an der Ludwig-Maximilians-Universität München (LMU München). Danach war sie als Journalistin tätig und unter anderem leitende Redakteurin der Wochenendbeilage der Stuttgarter Zeitung. Seit Juli 2011 war sie Abteilungsleiterin Demokratisches Engagement (Gedenkstättenarbeit) bei der Landeszentrale für politische Bildung Baden-Württemberg in Stuttgart. Seit Januar 2020 leitet sie die Landeszentrale für politische Bildung in Baden-Württemberg als Co-Direktorin in einer Doppelspitze mit Lothar Frick. Seit dem 1. März 2024 und dem Eintritt in den Ruhestand von Lothar Frick ist Sibylle Thelen alleinige Direktorin der Landeszentrale für politische Bildung Baden-Württemberg.
Als Autorin oder Mitautorin verfasste Thelen mehrere Bücher, unter anderem einen Band über Istanbul.
Thelen ist Mitglied des Kuratoriums des Deutsch-Türkischen Forums Stuttgart.

## Veröffentlichungen (Auswahl)
- Istanbul – Stadt unter Strom. Gesichter der neuen Türkei. Mit einem Vorwort von Feridun Zaimoglu, Herder-Verlag, Freiburg 2008, ISBN 978-3-451-03009-3.
- Die Armenierfrage in der Türkei. Wagenbach, Berlin 2010, ISBN 978-3-8031-2629-0.
- Peter Steinbach, Thomas Stöckle, Sibylle Thelen und Reinhold Weber (Hrsg.): Entrechtet – verfolgt – vernichtet. NS-Geschichte und Erinnerungskultur im deutschen Südwesten, Landeszentrale für Politische Bildung Baden-Württemberg, Verlag W. Kohlhammer, Stuttgart 2016, ISBN 978-3-945414-20-0.
- Angela Borgstedt, Sibylle Thelen und Reinhold Weber (Hrsg.): Mut bewiesen – Widerstandsbiographien aus dem Südwesten. Landeszentrale für Politische Bildung Baden-Württemberg, Verlag W. Kohlhammer, Stuttgart 2017, ISBN 978-3-945414-37-8.

## Ehrungen
- 2011: Manfred-Rommel-Preis, Ehrenpreis des Deutsch-Türkischen Forums Stuttgart